# Elizabeth Hawthorne
Elizabeth Hawthorne est une actrice néo-zélandaise née le 30 avril 1947 à Wellington.

## Filmographie

### Comme actrice

#### Cinéma
- 1985 : Hot Target : Suzanne Maxwell
- 1992 : Alex : Mme Benton
- 1993 : Jack Be Nimble : Bernice
- 1994 : The Last Tattoo : Henrietta Simpson
- 1996 : The Beach : Anne
- 1996 : Fantômes contre fantômes : Magda Rees-Jones
- 1997 : The Bar
- 1999 : Savage Honeymoon : Maisy Savage
- 2000 : Jubilee : Charlotte Morrison
- 2001 : Rien ne sert de crier : Pat Kelly
- 2001 : Exposure : Détective Shoorwell
- 2004 : Picnic Stops
- 2005 : Le Monde de Narnia : Le Lion, la Sorcière blanche et l'Armoire magique : Mme McCready
- 2007 : 30 Jours de nuit : Lucy Ikos
- 2008 : Jinx Sister : un médecin de LA
- 2009 : Underworld 3 : Le Soulèvement des Lycans : Orsova
- 2010 : After the Waterfall : Joanna
- 2010 : Amadi : Jane
- 2010 : Be Careful... : la mère de Fi
- 2013 : White Lies : la matrone de l'hôpital
- 2014 : A Face in a Mirror : le narrateur
- 2015 : The Library : Mildred
- 2016 : Une vie entre deux océans : Mme Hasluck
- 2018 : À la dérive : Christine Crompton
- 2018 : Mortal Engines : l'enseignante ennuyée
- 2019 : Daniel : la mère
- 2022 : Absolument royal ! : Nonna
- 2022 : Don't Make Me Go : Dr Felicia Wood
- 2024 : The Moon Is Upside Down : Faith

#### Télévision
- 1985 : Hanlon
- 1992 : Shortland Street : Dr Julia Thornton
- 1993 : Les Tommyknockers : Patricia McCardle (2 épisodes)
- 1995-1999 : Hercule : Alcmene, Jocasta et Mary Contrary (6 épisodes)
- 1998-1999 : Hercule contre Arès : Héra (4 épisodes)
- 2000-2001 : Cleopatra 2525 : Voice (27 épisodes)
- 2001 : Xena, la guerrière : une journaliste (1 épisode)
- 2004 : Une famille pour la vie : Juge Harret Caldwell
- 2007 : The Adventures of Voopa the Goolash : Zoozoo (13 épisodes)
- 2007-2010 : Outrageous Fortune : Ngaire Munroe (30 épisodes)
- 2008 : La Mémoire en sursis : Jillian
- 2008 : Burying Brian : Rhonda Welch (4 épisodes)
- 2010 : Legend of the Seeker : L'Épée de vérité : Prelate (3 épisodes)
- 2011-2014 : Nothing Trivial : Anne (8 épisodes)
- 2015-2018 : 800 Words : Trish (6 épisodes)
- 2016 : Terry Teo : Mme Butterworth (2 épisodes)
- 2016 : Power Rangers : Dino Charge : Mme Allister et la critique gastronomique (1 épisode)
- 2016-2017 : Filthy Rich : Nancy (33 épisodes)
- 2017 : Wanted : Alice (3 épisodes)
- 2021 : Cowboy Bebop : Peggy Langford (1 épisode)
- 2022 : My Life Is Murder : Marianne Smalls (1 épisode)
- 2023 : Sweet Tooth : Oona (1 épisode)
- 2023 : The Gone : Rose (3 épisodes)
- 2024 : Dark City : The Cleaner : Evelyn Middleton (6 épisodes)
- 2024 : Friends Like Her : Fran

#### Jeu vidéo
- 2005 : Le Monde de Narnia : Le Lion, la Sorcière blanche et l'Armoire magique : Mme McReady